# Оксид брома(I)
Оксид брома(I) — неорганическое соединение
брома и кислорода с формулой Br2O,
неустойчивые тёмно-коричневые кристаллы при температуре ниже −18 °С.

## Получение
- Действие брома на оксид ртути:

{\displaystyle {\mathsf {2Br_{2}+HgO\ {\xrightarrow {}}\ Br_{2}O+HgBr_{2}}}}
- Разложение в вакууме диоксида брома:

{\displaystyle {\mathsf {4BrO_{2}\ {\xrightarrow {}}\ 2Br_{2}O+3O_{2}}}}

## Физические свойства
Оксид брома(I) образует неустойчивые тёмно-коричневые кристаллы при температуре ниже −18 °С, 
которые плавятся с разложением.

## Химические свойства
- Является сильным окислителем:

{\displaystyle {\mathsf {5Br_{2}O+I_{2}\ {\xrightarrow {}}\ I_{2}O_{5}+5Br_{2}}}}
- Реагирует с щелочами:

{\displaystyle {\mathsf {Br_{2}O+2NaOH\ {\xrightarrow {}}\ 2NaBrO+H_{2}O}}}